# アセンブリー・ルール
アセンブリールールとは、ジャレド・ダイアモンドによって提唱された生態学において議論されている一連の法則である。

## 法則
この法則は、ニューギニア近郊の島嶼部の鳥類群集についての10年以上にわたる研究によって発展した。この法則は、競争が群集の種組成パターンを決定することに重要であると主張する。ダイヤモンドの論文は、70年代後半から90年代後半の20年近くにわたって価値のある議論を巻き起こし、群集生態学の分野において転換点のひとつであると考えられているが、この論文に対する批判は今日に至るまで続いている。

### 法則１：禁じられた種の組み合わせ
第一の法則は「禁じられた種の組み合わせ（Forbidden species combinations）」である。ダイアモンドの仮説は、島嶼における種組成を構築する主な力は、ランダムな移入ではなく競争であるというものであった。
例えば、コクタンミツスイ(Myzomela pammelaena) はクロタイヨウチョウ(Leptocoma sericea)を排除する。コクタンミツスイは調査が行なわれたビスマルク諸島の41の島のうち23の島に生息するが、クロタイヨウチョウの生息している14のどの島にも生息していなかった。この2種の鳥類は同じくらいの体サイズで、両種ともに曲がった嘴をもち、花蜜食性である。ダイアモンドは競争が彼らの分布に影響したのだと主張した。

### 法則２：ニッチ重複の減少
島嶼部で同所的に生息する種は特殊化しているため、ランダムな集団よりもニッチ重複が少なくなるはずである、というルールがテストされた。このケースでは、場はカリフォルニアの近くの37の島において、トカゲのニッチ重複を測定し、それらのデータをコンピュータが生成したランダムな種の集団と比較した。このケースでは、37の島のうち30の島において、ランダム集団よりも低いニッチ重複であったこと、そして競争のいくつかが種間競争によるものであることが分かった。

## 検証
アセンブリー・ルールの検証は、しばしば種のランダムな集合体の特性と実験データを比較するためにコンピュータシミュレーションを用いた複雑なプロセスとなる。このルールは、一般的に個別の事例に基づいて検証する必要がある仮説であるとみなされており、受け入れられた結論ではない。

## 代替理論
生態学者であるStephen Hubbellによって、群集における種の個体数と多様性はおもにランダム分散、種形成、絶滅によって決定されると提唱されている。これは、生物多様性における統合中立説（UNTB：Unified Neutral Theory of Biodiversity）として知られている。